# 8308 Julie-Mélissa
8308 Julie-Mélissa è un asteroide della fascia principale. Scoperto nel 1996, presenta un'orbita caratterizzata da un semiasse maggiore pari a 2,3049049 UA e da un'eccentricità di 0,1664823, inclinata di 2,66895° rispetto all'eclittica.